# Каміло Хосе Села Конде
Каміло Хосе Села Конде (ісп. Camilo José Cela Conde; *17 січня 1946, Мадрид) — іспанський письменник, публіцист, філософ права, другий маркіз де Ірія Флавія.
Син відомого іспанського письменника і нобелівського лауреата Каміло Хосе Села він опублікував свій перший твір «Залишок з соколів» (ісп. El reto de los halcones) у 1975. Співпрацював з багатьма відомими журналами. Як вчений, зосереджений на численних дослідженнях в області етики, біоетики, політичної філософії та соціології вродженої поведінки. Викладає в університеті Балеарських островів, суміщаючи проведення семінарів із письменництвом. У 1989, рік коли його батько отримав Нобелівську премію, видав «Села - мій батько» (ісп. Cela, mi padre). 
У 2005 став глашатаєм (ісп. pregonero) торжеств у Аранда-де-Дуеро на відзначення п'ятидесятиріччя з дня виходу книги Каміло Хосе Сели «Юдеї, маври і християни», в якій один з розділів присвячений муніципалітету та його комарці.

## Твори
- El reto de los halcones. Antología de la prensa apocalíptica española en la apertura (1975) ISBN 9788433490025
- Carlos Mensa, crónica de una realidad tangente (1975) ISBN 9788485253005
- Capitalismo y campesinado en la isla de Mallorca (1979) ISBN 9788432303586
- De genes, dioses y tiranos. La determinación biológica de la moral (1985) ISBN 9788420624228
- Cela, mi padre. La vida íntima y literaria de Camilo José Cela contada por su hijo (1989) ISBN 9788478800001
(2002) ISBN 9788484601920
- Paisajes urbanos (1994) ISBN 9788487789144
- A fuego lento (1999) ISBN 9788476517970
- Senderos de la evolución humana (2001) ISBN 9788420667829
- Como bestia que duerme (2004) ISBN 9788420645346
- Telón de sombras (2005) ISBN 9788420645889
- La piedra que se volvió palabra. Las claves evolutivas de la humanidad (2006) ISBN 9788420647838
- Hielos eternos. Un antropólogo en la Antártida (2009) ISBN 9788493563165
- El origen de la idea. Galápagos tras Darwin (2011) ISBN 9788493563141
- Cela, piel adentro (2016) ISBN  9788423350902 [3]
- Evolución humana. El camino hacia nuestra especie (2013) ISBN 9788420678481 [4]